# Weinbaechel
Der Weinbaechel ist ein gut vier Kilometer langer rechter Zufluss der Moder im Département Bas-Rhin der französischen Region Grand Est.

## Geographie

### Verlauf
Der Weinbaechel entsteht in den Nordvogesen auf dem Gebiet der Gemeinde Weinbourg auf einer Höhe von etwa 227 m. Er passiert Weinbourg in östlicher Richtung und läuft dann quer durch Felder und Wiesen. Kurz bevor er Ingwiller erreicht, wird er auf seiner rechten Seite von einem Wiesenbach gespeist. Der Weinbaechel durchfließt den Ort, unterquert dabei die D919 und die Rue du General de Gaulle und mündet schließlich auf einer Höhe von etwa 189 m in die Moder.

### Einzugsgebiet
Das Einzugsgebiet des Weinbaechel ist 16,9 km² groß und besteht zu 35,40 % aus landwirtschaftliches Gebiet, zu 59,14 % aus Waldflächen und zu 5,35 % aus bebauten Flächen.